# Sławomir Forsztek
Sławomir Forsztek (ur. 5 maja 1965) – polski bokser, medalista mistrzostw Polski.

## Życiorys
Był zawodnikiem FAM Chełmno i Czarnych Słupsk.
W 1982 został mistrzem Polski juniorów, w 1983 młodzieżowym wicemistrzem Polski. W 1983 zwyciężył także w turnieju "O Złoty Pas Polusa" i Turnieju Przyjaźni. Na seniorskich mistrzostwach Polski zdobył cztery medale: srebrny w wadze muszej w 1983, srebrne w wadze piórkowej w 1986 i 1987 oraz brązowy w wadze piórkowej w 1988. W tym samym roku zdobył brązowy medal w tej samej wadze na turnieju w ramach zawodów Przyjaźń-84.
Znalazł się w składzie reprezentacji Polski na Igrzyska Olimpijskie w Los Angeles w 1984, jednak nie wystąpił tam z powodu bojkotu zawodów przez władze polskie. Dwukrotnie wystąpił w meczach międzypaństwowych seniorów (1984 z USA, 1988 z Irlandią, obie walki wygrał).